# ウォルドグレイヴ伯爵
ウォルドグレイヴ伯爵（英: Earl Waldegrave [ˈwɔːlɡreɪv] ウォールグレイヴ）は、グレートブリテン貴族の伯爵位。外交官の第2代ウォルドグレイヴ男爵ジェームズ・ウォルドグレイヴが1729年に叙されたのに始まる。

## 歴史
ウォルドグレイヴ家の祖先として明らかになっている最も古い人物は、1205年にロンドンのシェリフを務めたジョン・ド・ウォルドグレイヴ（John de Walgrave）の父ワーリン・ド・ウォルドグレイヴ（Warine de Walgrave）である。その子孫のリチャード・ウォルドグレイヴ(1338頃–1410)は、1381年から1382年にかけてイングランド議会下院議長を務めた。その子孫のエドワード・ウォルドグレイヴ(1516頃-1561)は、1553年に女王メアリー1世からサマセット・チュートン・メンディップ・ウォルドグレイヴ荘園(Waldegrave Estate)を与えられた。以降ここがウォルドグレイヴ一族の本拠となり、現在に至るまでこの土地を相続し続けている。また1557年から1715年までケント州にヒーヴァー城を所有した
ウォルドグレイヴ家で最初に世襲称号を得たのは、ウォルドグレイヴ荘園を与えられたエドワード・ウォルドグレイヴの孫にあたるエドワード・ウォルドグレイヴ(1568頃–1650頃)である。彼は1643年8月1日にイングランド準男爵位の（ケント州におけるヒーヴァー城のウォルドグレイヴ）準男爵(Baronet "Waldegrave of Hever Castle, co. Kent")に叙された。その曽孫である4代準男爵ヘンリー・ウォルドグレイヴ(1661–1689)は、1686年1月20日にイングランド貴族爵位サマセット州におけるチュートンのウォルドグレイヴ男爵(Baron Waldegrave, of Chewton in the County of Somerset)に叙され、貴族に列した。
その息子である2代ウォルドグレイヴ男爵ジェームズ・ウォルドグレイヴ (1684–1741)は、外交官としてオーストリアの全権大公使を務め、1729年9月13日にグレートブリテン貴族爵位のウォルドグレイヴ伯爵(Earl Waldegrave)とチュートン子爵(Viscount Chewton)に叙せられた。その息子である2代ウォルドグレイヴ伯爵ジェームズ・ウォルドグレイヴ(1715–1763)は、1757年6月中に4日間だけ第一大蔵卿を務めている。そのため首相と見做されることもある。男子のない2代伯の死後、その弟ジョン・ウォルドグレイヴが3代伯を継承。
3代伯爵の次男ウィリアム・ウォルドグレイヴは、海軍大将となり、1800年にラドストック男爵に叙されている。一方ウォルドグレイヴ伯爵位は3代伯の死後、3代伯の長男ジョージ・ウォルドグレイヴ(1751–1789)が継承（4代伯）。4代伯の死後はさらにその息子のジョージ・ウォルドグレイヴ(1784–1794)が5代伯を継承したが、5代伯は幼くして死去したため、その弟ジョン・ウォルドグレイヴ(1785–1835)が6代伯を継承した。6代伯は陸軍軍人であり、ワーテルローの戦いにも第54歩兵連隊の中佐として参戦している。
6代伯の死後、その息子のジョージ・エドワード・ウォルドグレイヴ(1816–1846)が7代伯を継承したが、子供なく死去したため、叔父（4代伯の四男）にあたる海軍中将のウィリアム・ウォルドグレイヴ(1788–1859)が8代伯を継承した。
その長男であるチュートン子爵(儀礼称号)ウィリアム・ウォルドグレイヴ1816-1854は、クリミア戦争に従軍して38歳で戦死したため、8代伯の死後、チュートン子爵の遺児ウィリアム・ウォルドグレイヴ(1851–1930)が9代伯を継承した。彼は1896年から1905年にかけて保守党政権下において近衛ヨーマン隊長・貴族院与党院内幹事長を務めた。
9代伯の死後、その息子ウィリアム・ウォルドグレイヴ(1882–1933)が10代伯を継承したが、結婚せず子供がなかったので彼の死後は叔父ヘンリー・ウォルドグレイヴ(1854–1936)が11代伯を継承した。11代伯の死後はその息子ジェフリー・ウォルドグレイヴ1905–1995)が12代伯を継承した。12代伯の次男ウィリアム・ウォルドグレイヴ(1946-)は、保守党の政治家として出世し、サッチャー内閣やメージャー内閣で厚生大臣やランカスター公領大臣、農林水産食料大臣、大蔵首席政務次官などの閣僚職を歴任し、1999年に一代貴族ノース・ヒルのウォルドグレイヴ男爵(Baron Waldegrave of North Hill)に叙されている。
一方ウォルドグレイヴ伯爵位は、12代伯の死後、その長男であるジェームズ・ウォルドグレイヴ(1940-)が13代伯を継承している。2019年現在の当主も彼である。

## 現当主の保有爵位/準男爵位
現当主ジェームズ・ウォルドグレイヴは以下の爵位/準男爵位を保有している。
- 第13代ウォルドグレイヴ伯爵 (13th Earl Waldegrave)
(1729年9月13日の勅許状によるグレートブリテン貴族爵位)
- 第13代チュートン子爵 (13th Viscount Chewton)
(1729年9月13日の勅許状によるグレートブリテン貴族爵位)※法定推定相続人の儀礼称号
- サマセット州におけるチュートンの第14代ウォルドグレイヴ男爵 (14th Baron Waldegrave, of Chewton in the County of Somerset)
(1686年1月20日の勅許状によるイングランド貴族爵位)
- 第17代(ケント州におけるヒーヴァー城のウォルドグレイヴ)準男爵 (17th Baronet "Waldegrave of Hever Castle, co. Kent")
(1643年8月1日の勅許状によるイングランド準男爵位)

## 歴代当主

### （ヒーヴァー城のウォルドグレイヴ）準男爵（1643年）
- 初代準男爵サー・エドワード・ウォルドグレイヴ（英語版） (Sir Edward Waldegrave, 1568頃–1650頃)
- 2代準男爵サー・ヘンリー・ウォルドグレイヴ (Sir Henry Waldegrave, 1598–1658) 先代の息子
- 3代準男爵サー・チャールズ・ウォルドグレイヴ (Sir Charles Waldegrave, ？-1684頃) 先代の息子
- 4代準男爵サー・ヘンリー・ウォルドグレイヴ (Sir Henry Waldegrave, 1661–1689) 先代の息子
  - 1686年にウォルドグレイヴ男爵に叙される

### ウォルドグレイヴ男爵 (1686年)
- 初代ウォルドグレイヴ男爵ヘンリー・ウォルドグレイヴ (Henry Waldegrave, 1661–1689)
- 2代ウォルドグレイヴ男爵ジェームズ・ウォルドグレイヴ (James Waldegrave, 1684–1741) 先代の息子
  - 1729年にウォルドグレイヴ伯爵に叙される。

### ウォルドグレイヴ伯爵 (1729年)
- 初代ウォルドグレイヴ伯爵ジェームズ・ウォルドグレイヴ (James Waldegrave, 1684–1741)
- 2代ウォルドグレイヴ伯爵ジェームズ・ウォルドグレイヴ (James Waldegrave, 1715–1763) 先代の息子
- 3代ウォルドグレイヴ伯爵ジョン・ウォルドグレイヴ (John Waldegrave, 1718–1784) 先代の弟
- 4代ウォルドグレイヴ伯爵ジョージ・ウォルドグレイヴ (George Waldegrave, 1751–1789) 先代の息子
- 5代ウォルドグレイヴ伯爵ジョージ・ウォルドグレイヴ (George Waldegrave, 1784–1794) 先代の息子
- 6代ウォルドグレイヴ伯爵ジョン・ジェームズ・ウォルドグレイヴ（英語版） (John James Waldegrave, 1785–1835) 先代の弟
- 7代ウォルドグレイヴ伯爵ジョージ・エドワード・ウォルドグレイヴ（英語版） (George Edward Waldegrave, 1816–1846)  先代の息子
- 8代ウォルドグレイヴ伯爵ウィリアム・ウォルドグレイヴ（英語版） (William Waldegrave, 1788–1859) 先代の叔父
- 9代ウォルドグレイヴ伯爵ウィリアム・フレデリック・ウォルドグレイヴ（英語版） (William Frederick Waldegrave, 1851–1930) 先代の孫
- 10代ウォルドグレイヴ伯爵ウィリアム・エドワード・シーモア・ウォルドグレイヴ（英語版） (William Edward Seymour Waldegrave, 1882–1933) 先代の息子
- 11代ウォルドグレイヴ伯爵ヘンリー・ノエル・ウォルドグレイヴ（英語版） (Henry Noel Waldegrave, 1854–1936) 先代の叔父
- 12代ウォルドグレイヴ伯爵ジェフリー・ノエル・ウォルドグレイヴ（英語版） Geoffrey Noel Waldegrave, 1905–1995) 先代の息子
- 13代ウォルドグレイヴ伯爵ジェームズ・シェルブルック・ウォルドグレイヴ（英語版） (James Sherbrooke Waldegrave, 1940-) 先代の息子
  - 法定推定相続人は現当主の長男チュートン子爵(儀礼称号)エドワード・ロバート・ウォルドグレイヴ (Edward Robert Waldegrave, 1986-)

## 家系図
|                                                                |                                                                |                                                                |                                                                |                                                                  |                                                                  |                                                                  |                                                                  | 初代ウォルドグレイヴ伯爵 ジェームズ・ウォルドグレイヴ (1684–1741) |                                                                  |                                                                  |                                                                  |                                                                     |                                                                     |                                                                     |                                                                     |                                                                     |                                                                     |                                                                   |                                                                   |                                                                     |                                                                     |                                                                     |                                                                     |                                                                     |                                                                     |  |  |  |  |  |  |  |  |  |  |  |  |  |  |
|                                                                |                                                                |                                                                |                                                                |                                                                  |                                                                  |                                                                  |                                                                  |                                                                   |                                                                  |                                                                  |                                                                  |                                                                     |                                                                     |                                                                     |                                                                     |                                                                     |                                                                     |                                                                   |                                                                   |                                                                     |                                                                     |                                                                     |                                                                     |                                                                     |                                                                     |  |  |  |  |  |  |  |  |  |  |  |  |  |  |
|                                                                |                                                                |                                                                |                                                                |                                                                  |                                                                  |                                                                  |                                                                  |                                                                   |                                                                  |                                                                  |                                                                  |                                                                     |                                                                     |                                                                     |                                                                     |                                                                     |                                                                     |                                                                   |                                                                   |                                                                     |                                                                     |                                                                     |                                                                     |                                                                     |                                                                     |  |  |  |  |  |  |  |  |  |  |  |  |  |  |
|                                                                |                                                                |                                                                |                                                                | 2代ウォルドグレイヴ伯爵 ジェームズ・ウォルドグレイヴ (1715–1763) | 2代ウォルドグレイヴ伯爵 ジェームズ・ウォルドグレイヴ (1715–1763) | 2代ウォルドグレイヴ伯爵 ジェームズ・ウォルドグレイヴ (1715–1763) | 2代ウォルドグレイヴ伯爵 ジェームズ・ウォルドグレイヴ (1715–1763) | 2代ウォルドグレイヴ伯爵 ジェームズ・ウォルドグレイヴ (1715–1763)  | 2代ウォルドグレイヴ伯爵 ジェームズ・ウォルドグレイヴ (1715–1763) |                                                                  |                                                                  | 3代ウォルドグレイヴ伯爵 ジョン・ウォルドグレイブ (1718–1784)        | 3代ウォルドグレイヴ伯爵 ジョン・ウォルドグレイブ (1718–1784)        | 3代ウォルドグレイヴ伯爵 ジョン・ウォルドグレイブ (1718–1784)        | 3代ウォルドグレイヴ伯爵 ジョン・ウォルドグレイブ (1718–1784)        | 3代ウォルドグレイヴ伯爵 ジョン・ウォルドグレイブ (1718–1784)        | 3代ウォルドグレイヴ伯爵 ジョン・ウォルドグレイブ (1718–1784)        |                                                                   |                                                                   |                                                                     |                                                                     |                                                                     |                                                                     |                                                                     |                                                                     |  |  |  |  |  |  |  |  |  |  |  |  |  |  |
|                                                                |                                                                |                                                                |                                                                | 2代ウォルドグレイヴ伯爵 ジェームズ・ウォルドグレイヴ (1715–1763) | 2代ウォルドグレイヴ伯爵 ジェームズ・ウォルドグレイヴ (1715–1763) | 2代ウォルドグレイヴ伯爵 ジェームズ・ウォルドグレイヴ (1715–1763) | 2代ウォルドグレイヴ伯爵 ジェームズ・ウォルドグレイヴ (1715–1763) | 2代ウォルドグレイヴ伯爵 ジェームズ・ウォルドグレイヴ (1715–1763)  | 2代ウォルドグレイヴ伯爵 ジェームズ・ウォルドグレイヴ (1715–1763) |                                                                  |                                                                  | 3代ウォルドグレイヴ伯爵 ジョン・ウォルドグレイブ (1718–1784)        | 3代ウォルドグレイヴ伯爵 ジョン・ウォルドグレイブ (1718–1784)        | 3代ウォルドグレイヴ伯爵 ジョン・ウォルドグレイブ (1718–1784)        | 3代ウォルドグレイヴ伯爵 ジョン・ウォルドグレイブ (1718–1784)        | 3代ウォルドグレイヴ伯爵 ジョン・ウォルドグレイブ (1718–1784)        | 3代ウォルドグレイヴ伯爵 ジョン・ウォルドグレイブ (1718–1784)        |                                                                   |                                                                   |                                                                     |                                                                     |                                                                     |                                                                     |                                                                     |                                                                     |  |  |  |  |  |  |  |  |  |  |  |  |  |  |
|                                                                |                                                                |                                                                |                                                                | エリザベス・ウォルドグレイヴ (1760–1816)                         | エリザベス・ウォルドグレイヴ (1760–1816)                         | エリザベス・ウォルドグレイヴ (1760–1816)                         | エリザベス・ウォルドグレイヴ (1760–1816)                         | エリザベス・ウォルドグレイヴ (1760–1816)                          | エリザベス・ウォルドグレイヴ (1760–1816)                         |                                                                  |                                                                  | 4代ウォルドグレイヴ伯爵 ジョージ・ウォルドグレイヴ 1751–1789        | 4代ウォルドグレイヴ伯爵 ジョージ・ウォルドグレイヴ 1751–1789        | 4代ウォルドグレイヴ伯爵 ジョージ・ウォルドグレイヴ 1751–1789        | 4代ウォルドグレイヴ伯爵 ジョージ・ウォルドグレイヴ 1751–1789        | 4代ウォルドグレイヴ伯爵 ジョージ・ウォルドグレイヴ 1751–1789        | 4代ウォルドグレイヴ伯爵 ジョージ・ウォルドグレイヴ 1751–1789        |                                                                   |                                                                   |                                                                     |                                                                     |                                                                     |                                                                     |                                                                     |                                                                     |  |  |  |  |  |  |  |  |  |  |  |  |  |  |
|                                                                |                                                                |                                                                |                                                                | エリザベス・ウォルドグレイヴ (1760–1816)                         | エリザベス・ウォルドグレイヴ (1760–1816)                         | エリザベス・ウォルドグレイヴ (1760–1816)                         | エリザベス・ウォルドグレイヴ (1760–1816)                         | エリザベス・ウォルドグレイヴ (1760–1816)                          | エリザベス・ウォルドグレイヴ (1760–1816)                         |                                                                  |                                                                  | 4代ウォルドグレイヴ伯爵 ジョージ・ウォルドグレイヴ 1751–1789        | 4代ウォルドグレイヴ伯爵 ジョージ・ウォルドグレイヴ 1751–1789        | 4代ウォルドグレイヴ伯爵 ジョージ・ウォルドグレイヴ 1751–1789        | 4代ウォルドグレイヴ伯爵 ジョージ・ウォルドグレイヴ 1751–1789        | 4代ウォルドグレイヴ伯爵 ジョージ・ウォルドグレイヴ 1751–1789        | 4代ウォルドグレイヴ伯爵 ジョージ・ウォルドグレイヴ 1751–1789        |                                                                   |                                                                   |                                                                     |                                                                     |                                                                     |                                                                     |                                                                     |                                                                     |  |  |  |  |  |  |  |  |  |  |  |  |  |  |
|                                                                |                                                                |                                                                |                                                                |                                                                  |                                                                  |                                                                  |                                                                  |                                                                   |                                                                  |                                                                  |                                                                  |                                                                     |                                                                     |                                                                     |                                                                     |                                                                     |                                                                     |                                                                   |                                                                   |                                                                     |                                                                     |                                                                     |                                                                     |                                                                     |                                                                     |  |  |  |  |  |  |  |  |  |  |  |  |  |  |
|                                                                |                                                                |                                                                |                                                                |                                                                  |                                                                  |                                                                  |                                                                  |                                                                   |                                                                  |                                                                  |                                                                  |                                                                     |                                                                     |                                                                     |                                                                     |                                                                     |                                                                     |                                                                   |                                                                   |                                                                     |                                                                     |                                                                     |                                                                     |                                                                     |                                                                     |  |  |  |  |  |  |  |  |  |  |  |  |  |  |
| 5代ウォルドグレイヴ伯爵 ジョージ・ウォルドグレイヴ (1784–1794) | 5代ウォルドグレイヴ伯爵 ジョージ・ウォルドグレイヴ (1784–1794) | 5代ウォルドグレイヴ伯爵 ジョージ・ウォルドグレイヴ (1784–1794) | 5代ウォルドグレイヴ伯爵 ジョージ・ウォルドグレイヴ (1784–1794) | 5代ウォルドグレイヴ伯爵 ジョージ・ウォルドグレイヴ (1784–1794)   | 5代ウォルドグレイヴ伯爵 ジョージ・ウォルドグレイヴ (1784–1794)   |                                                                  |                                                                  | 第6代ウォルドグレイヴ伯爵 ジョン・ウォルドグレイヴ (1785–1835)    | 第6代ウォルドグレイヴ伯爵 ジョン・ウォルドグレイヴ (1785–1835)   | 第6代ウォルドグレイヴ伯爵 ジョン・ウォルドグレイヴ (1785–1835)   | 第6代ウォルドグレイヴ伯爵 ジョン・ウォルドグレイヴ (1785–1835)   | 第6代ウォルドグレイヴ伯爵 ジョン・ウォルドグレイヴ (1785–1835)      | 第6代ウォルドグレイヴ伯爵 ジョン・ウォルドグレイヴ (1785–1835)      |                                                                     |                                                                     | 8代ウォルドグレイブ伯爵 ウィリアム・ウォルドグレイヴ (1788–1859)    | 8代ウォルドグレイブ伯爵 ウィリアム・ウォルドグレイヴ (1788–1859)    | 8代ウォルドグレイブ伯爵 ウィリアム・ウォルドグレイヴ (1788–1859)  | 8代ウォルドグレイブ伯爵 ウィリアム・ウォルドグレイヴ (1788–1859)  | 8代ウォルドグレイブ伯爵 ウィリアム・ウォルドグレイヴ (1788–1859)    | 8代ウォルドグレイブ伯爵 ウィリアム・ウォルドグレイヴ (1788–1859)    |                                                                     |                                                                     |                                                                     |                                                                     |  |  |  |  |  |  |  |  |  |  |  |  |  |  |
| 5代ウォルドグレイヴ伯爵 ジョージ・ウォルドグレイヴ (1784–1794) | 5代ウォルドグレイヴ伯爵 ジョージ・ウォルドグレイヴ (1784–1794) | 5代ウォルドグレイヴ伯爵 ジョージ・ウォルドグレイヴ (1784–1794) | 5代ウォルドグレイヴ伯爵 ジョージ・ウォルドグレイヴ (1784–1794) | 5代ウォルドグレイヴ伯爵 ジョージ・ウォルドグレイヴ (1784–1794)   | 5代ウォルドグレイヴ伯爵 ジョージ・ウォルドグレイヴ (1784–1794)   |                                                                  |                                                                  | 第6代ウォルドグレイヴ伯爵 ジョン・ウォルドグレイヴ (1785–1835)    | 第6代ウォルドグレイヴ伯爵 ジョン・ウォルドグレイヴ (1785–1835)   | 第6代ウォルドグレイヴ伯爵 ジョン・ウォルドグレイヴ (1785–1835)   | 第6代ウォルドグレイヴ伯爵 ジョン・ウォルドグレイヴ (1785–1835)   | 第6代ウォルドグレイヴ伯爵 ジョン・ウォルドグレイヴ (1785–1835)      | 第6代ウォルドグレイヴ伯爵 ジョン・ウォルドグレイヴ (1785–1835)      |                                                                     |                                                                     | 8代ウォルドグレイブ伯爵 ウィリアム・ウォルドグレイヴ (1788–1859)    | 8代ウォルドグレイブ伯爵 ウィリアム・ウォルドグレイヴ (1788–1859)    | 8代ウォルドグレイブ伯爵 ウィリアム・ウォルドグレイヴ (1788–1859)  | 8代ウォルドグレイブ伯爵 ウィリアム・ウォルドグレイヴ (1788–1859)  | 8代ウォルドグレイブ伯爵 ウィリアム・ウォルドグレイヴ (1788–1859)    | 8代ウォルドグレイブ伯爵 ウィリアム・ウォルドグレイヴ (1788–1859)    |                                                                     |                                                                     |                                                                     |                                                                     |  |  |  |  |  |  |  |  |  |  |  |  |  |  |
|                                                                |                                                                |                                                                |                                                                |                                                                  |                                                                  |                                                                  |                                                                  | 第7代ウォルドグレイヴ伯爵 ジョージ・ウォルドグレイヴ (1816–1846)  | 第7代ウォルドグレイヴ伯爵 ジョージ・ウォルドグレイヴ (1816–1846) | 第7代ウォルドグレイヴ伯爵 ジョージ・ウォルドグレイヴ (1816–1846) | 第7代ウォルドグレイヴ伯爵 ジョージ・ウォルドグレイヴ (1816–1846) | 第7代ウォルドグレイヴ伯爵 ジョージ・ウォルドグレイヴ (1816–1846)    | 第7代ウォルドグレイヴ伯爵 ジョージ・ウォルドグレイヴ (1816–1846)    |                                                                     |                                                                     | チュートン子爵(儀礼称号) ウィリアム・ウォルドグレイヴ (1816–1854)   | チュートン子爵(儀礼称号) ウィリアム・ウォルドグレイヴ (1816–1854)   | チュートン子爵(儀礼称号) ウィリアム・ウォルドグレイヴ (1816–1854) | チュートン子爵(儀礼称号) ウィリアム・ウォルドグレイヴ (1816–1854) | チュートン子爵(儀礼称号) ウィリアム・ウォルドグレイヴ (1816–1854)   | チュートン子爵(儀礼称号) ウィリアム・ウォルドグレイヴ (1816–1854)   |                                                                     |                                                                     |                                                                     |                                                                     |  |  |  |  |  |  |  |  |  |  |  |  |  |  |
|                                                                |                                                                |                                                                |                                                                |                                                                  |                                                                  |                                                                  |                                                                  | 第7代ウォルドグレイヴ伯爵 ジョージ・ウォルドグレイヴ (1816–1846)  | 第7代ウォルドグレイヴ伯爵 ジョージ・ウォルドグレイヴ (1816–1846) | 第7代ウォルドグレイヴ伯爵 ジョージ・ウォルドグレイヴ (1816–1846) | 第7代ウォルドグレイヴ伯爵 ジョージ・ウォルドグレイヴ (1816–1846) | 第7代ウォルドグレイヴ伯爵 ジョージ・ウォルドグレイヴ (1816–1846)    | 第7代ウォルドグレイヴ伯爵 ジョージ・ウォルドグレイヴ (1816–1846)    |                                                                     |                                                                     | チュートン子爵(儀礼称号) ウィリアム・ウォルドグレイヴ (1816–1854)   | チュートン子爵(儀礼称号) ウィリアム・ウォルドグレイヴ (1816–1854)   | チュートン子爵(儀礼称号) ウィリアム・ウォルドグレイヴ (1816–1854) | チュートン子爵(儀礼称号) ウィリアム・ウォルドグレイヴ (1816–1854) | チュートン子爵(儀礼称号) ウィリアム・ウォルドグレイヴ (1816–1854)   | チュートン子爵(儀礼称号) ウィリアム・ウォルドグレイヴ (1816–1854)   |                                                                     |                                                                     |                                                                     |                                                                     |  |  |  |  |  |  |  |  |  |  |  |  |  |  |
|                                                                |                                                                |                                                                |                                                                |                                                                  |                                                                  |                                                                  |                                                                  |                                                                   |                                                                  |                                                                  |                                                                  |                                                                     |                                                                     |                                                                     |                                                                     |                                                                     |                                                                     |                                                                   |                                                                   |                                                                     |                                                                     |                                                                     |                                                                     |                                                                     |                                                                     |  |  |  |  |  |  |  |  |  |  |  |  |  |  |
|                                                                |                                                                |                                                                |                                                                |                                                                  |                                                                  |                                                                  |                                                                  |                                                                   |                                                                  |                                                                  |                                                                  | 第9代ウォルドグレイヴ伯爵 ウィリアム・ウォルドグレイヴ (1851–1930)  | 第9代ウォルドグレイヴ伯爵 ウィリアム・ウォルドグレイヴ (1851–1930)  | 第9代ウォルドグレイヴ伯爵 ウィリアム・ウォルドグレイヴ (1851–1930)  | 第9代ウォルドグレイヴ伯爵 ウィリアム・ウォルドグレイヴ (1851–1930)  | 第9代ウォルドグレイヴ伯爵 ウィリアム・ウォルドグレイヴ (1851–1930)  | 第9代ウォルドグレイヴ伯爵 ウィリアム・ウォルドグレイヴ (1851–1930)  |                                                                   |                                                                   | 第11代ウォルドグレイヴ伯爵 ヘンリー・ウォルドグレイヴ (1854–1936)   | 第11代ウォルドグレイヴ伯爵 ヘンリー・ウォルドグレイヴ (1854–1936)   | 第11代ウォルドグレイヴ伯爵 ヘンリー・ウォルドグレイヴ (1854–1936)   | 第11代ウォルドグレイヴ伯爵 ヘンリー・ウォルドグレイヴ (1854–1936)   | 第11代ウォルドグレイヴ伯爵 ヘンリー・ウォルドグレイヴ (1854–1936)   | 第11代ウォルドグレイヴ伯爵 ヘンリー・ウォルドグレイヴ (1854–1936)   |  |  |  |  |  |  |  |  |  |  |  |  |  |  |
|                                                                |                                                                |                                                                |                                                                |                                                                  |                                                                  |                                                                  |                                                                  |                                                                   |                                                                  |                                                                  |                                                                  | 第9代ウォルドグレイヴ伯爵 ウィリアム・ウォルドグレイヴ (1851–1930)  | 第9代ウォルドグレイヴ伯爵 ウィリアム・ウォルドグレイヴ (1851–1930)  | 第9代ウォルドグレイヴ伯爵 ウィリアム・ウォルドグレイヴ (1851–1930)  | 第9代ウォルドグレイヴ伯爵 ウィリアム・ウォルドグレイヴ (1851–1930)  | 第9代ウォルドグレイヴ伯爵 ウィリアム・ウォルドグレイヴ (1851–1930)  | 第9代ウォルドグレイヴ伯爵 ウィリアム・ウォルドグレイヴ (1851–1930)  |                                                                   |                                                                   | 第11代ウォルドグレイヴ伯爵 ヘンリー・ウォルドグレイヴ (1854–1936)   | 第11代ウォルドグレイヴ伯爵 ヘンリー・ウォルドグレイヴ (1854–1936)   | 第11代ウォルドグレイヴ伯爵 ヘンリー・ウォルドグレイヴ (1854–1936)   | 第11代ウォルドグレイヴ伯爵 ヘンリー・ウォルドグレイヴ (1854–1936)   | 第11代ウォルドグレイヴ伯爵 ヘンリー・ウォルドグレイヴ (1854–1936)   | 第11代ウォルドグレイヴ伯爵 ヘンリー・ウォルドグレイヴ (1854–1936)   |  |  |  |  |  |  |  |  |  |  |  |  |  |  |
|                                                                |                                                                |                                                                |                                                                |                                                                  |                                                                  |                                                                  |                                                                  |                                                                   |                                                                  |                                                                  |                                                                  | 第10代ウォルドグレイヴ伯爵 ウィリアム・ウォルドグレイヴ (1882–1933) | 第10代ウォルドグレイヴ伯爵 ウィリアム・ウォルドグレイヴ (1882–1933) | 第10代ウォルドグレイヴ伯爵 ウィリアム・ウォルドグレイヴ (1882–1933) | 第10代ウォルドグレイヴ伯爵 ウィリアム・ウォルドグレイヴ (1882–1933) | 第10代ウォルドグレイヴ伯爵 ウィリアム・ウォルドグレイヴ (1882–1933) | 第10代ウォルドグレイヴ伯爵 ウィリアム・ウォルドグレイヴ (1882–1933) |                                                                   |                                                                   | 第12代ウォルドグレイヴ伯爵 ジェフリー・ウォルドグレイヴ (1905–1995) | 第12代ウォルドグレイヴ伯爵 ジェフリー・ウォルドグレイヴ (1905–1995) | 第12代ウォルドグレイヴ伯爵 ジェフリー・ウォルドグレイヴ (1905–1995) | 第12代ウォルドグレイヴ伯爵 ジェフリー・ウォルドグレイヴ (1905–1995) | 第12代ウォルドグレイヴ伯爵 ジェフリー・ウォルドグレイヴ (1905–1995) | 第12代ウォルドグレイヴ伯爵 ジェフリー・ウォルドグレイヴ (1905–1995) |  |  |  |  |  |  |  |  |  |  |  |  |  |  |
|                                                                |                                                                |                                                                |                                                                |                                                                  |                                                                  |                                                                  |                                                                  |                                                                   |                                                                  |                                                                  |                                                                  | 第10代ウォルドグレイヴ伯爵 ウィリアム・ウォルドグレイヴ (1882–1933) | 第10代ウォルドグレイヴ伯爵 ウィリアム・ウォルドグレイヴ (1882–1933) | 第10代ウォルドグレイヴ伯爵 ウィリアム・ウォルドグレイヴ (1882–1933) | 第10代ウォルドグレイヴ伯爵 ウィリアム・ウォルドグレイヴ (1882–1933) | 第10代ウォルドグレイヴ伯爵 ウィリアム・ウォルドグレイヴ (1882–1933) | 第10代ウォルドグレイヴ伯爵 ウィリアム・ウォルドグレイヴ (1882–1933) |                                                                   |                                                                   | 第12代ウォルドグレイヴ伯爵 ジェフリー・ウォルドグレイヴ (1905–1995) | 第12代ウォルドグレイヴ伯爵 ジェフリー・ウォルドグレイヴ (1905–1995) | 第12代ウォルドグレイヴ伯爵 ジェフリー・ウォルドグレイヴ (1905–1995) | 第12代ウォルドグレイヴ伯爵 ジェフリー・ウォルドグレイヴ (1905–1995) | 第12代ウォルドグレイヴ伯爵 ジェフリー・ウォルドグレイヴ (1905–1995) | 第12代ウォルドグレイヴ伯爵 ジェフリー・ウォルドグレイヴ (1905–1995) |  |  |  |  |  |  |  |  |  |  |  |  |  |  |
|                                                                |                                                                |                                                                |                                                                |                                                                  |                                                                  |                                                                  |                                                                  |                                                                   |                                                                  |                                                                  |                                                                  |                                                                     |                                                                     |                                                                     |                                                                     |                                                                     |                                                                     |                                                                   |                                                                   | 第13代ウォルドグレイヴ伯爵 ジェームズ・ウォルドグレイヴ (1940-)     |                                                                     |                                                                     |                                                                     |                                                                     |                                                                     |  |  |  |  |  |  |  |  |  |  |  |  |  |  |